# Ministeri de Justícia
Un ministeri de justícia és un ministeri o un altre organisme governamental encarregat de la justícia. El ministeri està sovint a càrrec d'un ministre de la justícia o de la secretària de la justícia o de la secretària de la justícia.

## Ministeris de justícia
- Departament de Justícia dels Estats Units
- Ministeri de Justícia, Transparència i Drets Humans de Grècia
- Ministeri de Justícia de Finlàndia
- Ministeri de Justícia de Lituània
- Ministeri de Justícia d'Espanya